# 郭章垣
郭章垣（1914年—1947年），嘉義溪口人，日本慶應義塾大學醫科畢業，1946年任臺灣省立宜蘭醫院院長。二二八事件發生後，曾擔任「二二八事件處理委員會宜蘭分會」主委，並死於之後的整肅。

## 生平背景
郭章垣出生於嘉義溪口，父親郭榜在當地從事代書的工作，因此家庭經濟狀況不錯。郭章垣身為家裡的長子，因此在長子必須照顧家庭的傳統觀念下，父親希望栽培其成為醫生，以達成照顧家庭的責任。在這種背景之下，郭章垣去日本應慶大學大學就讀醫科，並研習外科醫術。完成學業後，由於當時日本當地的日本醫生被徵調到戰場的緣故，造成日本的醫生十分缺乏，因此郭章垣就留在應慶大學的附設醫院當醫生，並增進自己的外科醫術。
日本戰敗之後，郭章垣才從日本返回台灣。由於當時郭章垣的經濟能力不足以讓他開設自己的診所，而在日本一起求學的台灣同學陳拱北建議的台大教職也因為經濟因素予以婉拒。在種種考慮之下，郭章垣傾向在省立病院工作，但台北已經沒有職缺。最後，在慶應大學醫科前輩王金茂的推薦以及臺灣省行政長官公署民政處衛生局局長經利彬的協助之下，郭章垣出任臺灣省立宜蘭病院院長。

## 宜蘭醫院院長時期
根據家屬事後做的口訪紀錄，郭章垣在院長任內主要面對的是員工宿舍、傳染病蔓延以及員工薪水三個主要的問題。而在事後家屬推測郭章垣遇害的原因時，也由於這三項問題而間接地導致郭章垣與宜蘭當地人士、臺灣省行政長官公署的關係處於緊張。根據家屬的說法，首先，由於郭章垣並不是純正的宜蘭人，當他出任宜蘭醫院的院長時，宜蘭地區部分人士並不是很高興，因為他們認為宜蘭也應該有這種人才可以擔任此職。第二，由於當時宜蘭醫院宿舍不夠用，郭章垣把自己的宿舍先給員工住，自己則與當時的宜蘭市市長朱正宗交涉，並搬入宜蘭市政府宿舍，而導致朱正宗的不滿。第三，由於當時霍亂流行，在醫療衛生的觀念上，人的排泄物、菜等都要好好管理。因此透過鄰里民大會的決定，每一戶都需交錢購買垃圾筒，但是錢收齊後交給了宜蘭市政府，垃圾筒卻沒買。第四，由於要防止霍亂流行，宜蘭市政府必須對魚販進行管制；但朱正宗怕得罪魚販而將這項工作交給了郭章垣，間接導致郭章垣得罪魚販。

## 二二八事件時期

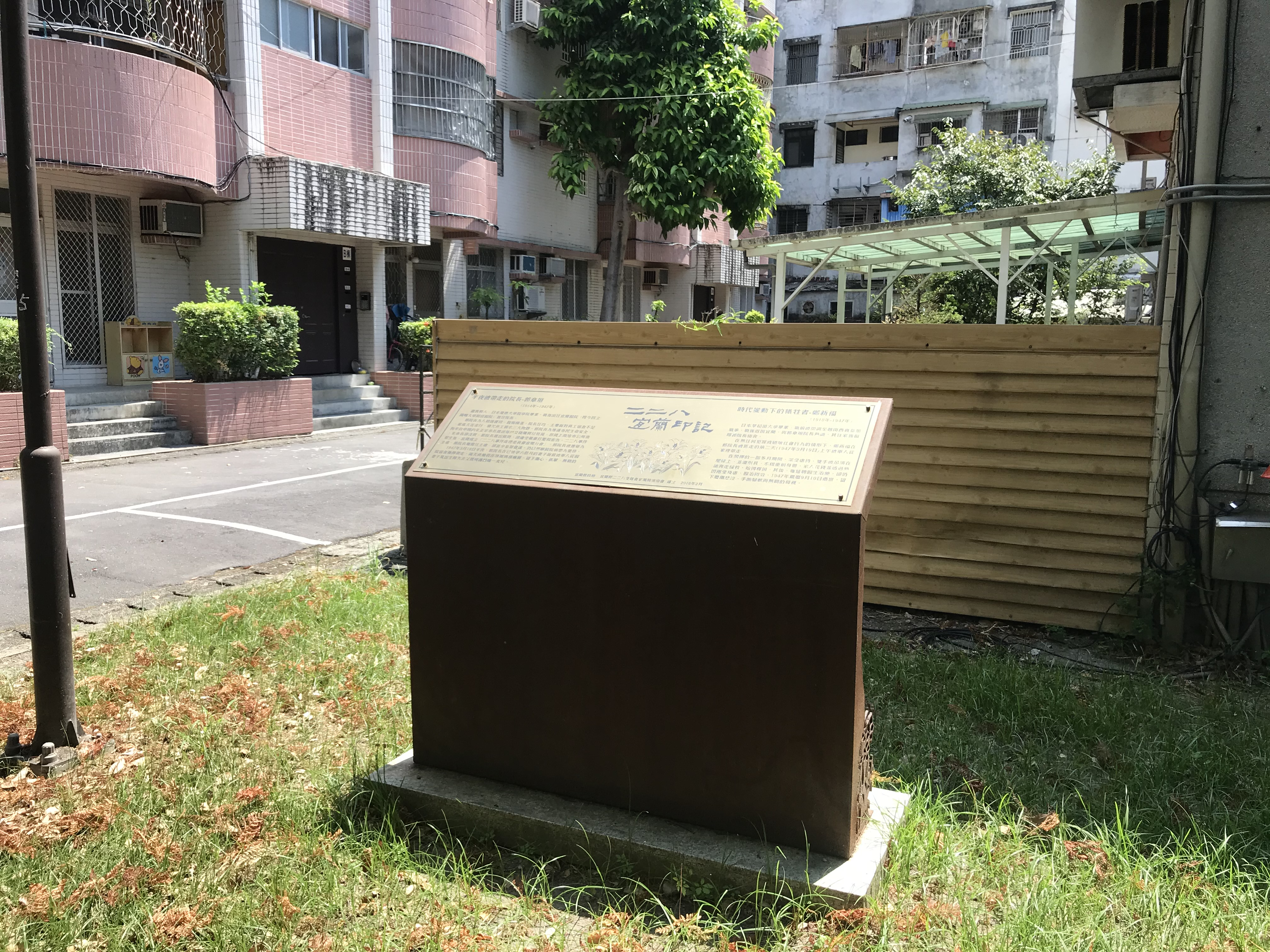
陽明交通大學附設醫院新民院區郭章垣紀念牌

二二八事件發生之後，宜蘭也響應成立「二二八事件處理委員會」，任二二八事件處理委員會宜蘭分會主任委員。根據家屬日後的說法，郭章垣由於身分特殊而被推舉為主席（不屬宜蘭本地各派系成員），後有消息說陳儀援軍將到，會搜捕各地被推為代表的黑名單，勸說郭走避。郭聽從勸說，也外出避了一兩天風頭，期間雖有人提示可協助逃往大陸，但遭郭拒絕，而協助郭避難的人家亦怕遭波及，郭於是結束避難，但因市府宿舍安有機槍，為免瓜田李下，接受建議改住回醫院宿舍。3/18凌晨二時許，遭軍人抓走。

## 遇害經過
郭章垣被軍人拘捕後，當時宜蘭已經宣佈戒嚴，因此郭章垣之妻只能透過電話尋求援助。透過他表哥的關係（與連震東是同學），連震東曾試圖救過郭章垣，根據家屬的說法，甚至連日後白崇禧來台時，也曾經下令「不可殺郭章垣」。但這些動作都為時已晚，郭章垣在被捉後沒多久，就已經要準備送去填海。因為當載人的車子開到頭城後，通往海邊的橋斷了，所以臨時載到頭城媽祖廟前射殺，隔天被發現陳屍廟前。